# Baby Gang
Zaccaria Mouhib (Lecco, Itàlia, 26 de juny de 2001), també conegut com a Baby Gang, és un raper italià. Va començar la seva carrera musical el 2018, llançant el seu EP de debut, EP1, el 2021.

## Carrera
El 2018, Baby Gang va llançar el seu senzill de debut, "Street", que va ser gravat en una estació de tren de Calolziocorte. El 2019 llançaria dos senzills més, "Education" i "Cella 1", inspirats en les seves experiències a la presó.
El maig de 2021, Baby Gang va llançar el seu primer EP, EP1; que va aconseguir el número 15 a la llista d'àlbums FIMI. Aquest mateix any va llançar el seu segon EP, Deliquente, que va aconseguir el número 7 a la mateixa llista.

## Qüestions legals
Entre 2020 i 2021, Baby Gang va ser condemnat per diversos delictes, com ara difamació, violació de la propietat intel·lectual i altres. El 20 d'agost del 2021, va rebre una DASPO de la policia milanesa per 2 anys al costat de Rondodasosa després d'uns disturbis en una discoteca; l'ordre li impedia entrar a bars, discoteques i llocs públics de la ciutat. L'abril del 2022, se li va concedir una exempció perquè pogués tocar en un club de Milà el 9 de maig.
El gener de 2022, Baby Gang va ser detingut juntament amb dos rapers més per quatre robatoris comesos a Milà i Sondrio; se sospitava que els tres rapers estaven darrere dels robatoris. A l'abril, va ser detingut per resistir-se a la detenció en atacar dos policies i fugir del lloc.
El 26 de gener de 2023, va ser condemnat a 4 anys i 10 mesos de presó per robatori.